# Тайерс, Мэйрид
Мэйрид Тайерс  (ирл. Máiréad Tyers, род. 5 января 1998, Корк, Ирландия) — ирландская актриса. Известна по роли Джен Риган в сериале Экстраординарная от Disney+ (2023–2024), за которую была номинирована на Премию Британской Академии в области телевидения.

## Ранняя жизнь
Мэйрид Тайерс росла в ирландской деревне Баллинхассиг и собиралась поступать в Ирландский национальный университет в Корке, но в 2017 году прошла отбор в Королевскую академию драматического искусства и переехала в Лондон. Во время учёбы принимала участие в различных театральных и кинопостановках, окончила академию в 2020 году со степенью бакалавра искусств. Также работала в кинотеатре.

## Карьера
Во время учебы в Королевской академии драматического искусства (RADA) Тайерс успешно выступила на читке сценария с президентом академии Кеннетом Брана, а затем снялась в его фильме «Белфаст» (2021). Сыграла роль в комедийной пьесе «Смена простыней» (англ. Changing the Sheets) на фестивалях Фриндж в Дублине (2021) и Эдинбурге (2022). Сыграла небольшую роль в подростковом сериале «Расскажи мне всё» (англ. Tell Me Everything), который вышел в декабре 2022 на платформе ITVX.
В 2023 году Тайерс появилась в сериале Экстраординарная от Disney+, где сыграла главную героиню Джен. Съёмки сериала стартовали в конце 2021 года. Эд Пауэр, обозреватель The Irish Times, назвал роль Тайерс «прорывным выступлением восходящей звезды». В марте 2024 за съёмки в первом сезоне актриса получила две номинации «Лучшая женская роль в комедийном сериале»: на RTS Programme Awards и Премии Британской Академии в области телевидения. 7 марта 2024 года на платформе Disney+ вышел второй сезон сериала.

## Личная жизнь
Мэйрид Тайерс говорит на английском, также в совершенстве владеет ирландским и французским. Увлекается игровыми видами спорта: камоги, алтимат фрисби, футболом. Поёт сопрано и играет на пианино на любительском уровне.

## Фильмография

### Кино
| Год  | Название            | Оригинальное название | Роль                   |
| ---- | ------------------- | --------------------- | ---------------------- |
| 2021 | Белфаст             | Belfast               | тётушка Эйлин          |
| 2023 | Смертельный выстрел | Dead Shot             | Кэрол                  |
| 2024 | Мясная марионетка   | Meat Puppet           | девушка главного героя |

### Телевидение
| Год       | Название         | Оригинальное название | Роль    |
| --------- | ---------------- | --------------------- | ------- |
| 2022      | Расскажи мне всё | Tell Me Everything    | Орла    |
| 2023-2024 | Экстраординарная | Extraordinary         | Джен    |
| 2024      | Моя леди Джейн   | My Lady Jane          | Сюзанна |

## Награды и номинации
| Год  | Результат | Категория                                | Премия                                           | Сериал           |
| ---- | --------- | ---------------------------------------- | ------------------------------------------------ | ---------------- |
| 2024 | Номинация | Лучшая женская роль в комедийном сериале | RTS Programme Awards                             | Экстраординарная |
| 2024 | Номинация | Лучшая женская роль в комедийном сериале | Премия Британской Академии в области телевидения | Экстраординарная |